# Ben Bot
Pour les articles homonymes, voir Bot.
Bernard Rudolf Bot, dit Ben Bot (prononcé en néerlandais : [bɛn ˈbɔt]), né le 21 novembre 1937 à Batavia (alors dans les Indes néerlandaises), est un ancien diplomate et homme politique néerlandais, membre de l'Appel chrétien-démocrate (CDA). Il est ministre des Affaires étrangères de 2003 à 2006.

## Éléments personnels

### Formation
Après avoir achevé ses études secondaires à La Haye, il suit des études supérieures de droit à l'université royale de Leyde, obtenant son diplôme en 1961, et un doctorat en 1968. Il a également suivi des cours de droit à l'académie de droit international de La Haye, à l'université Harvard et à l'université de Cambridge. En outre, il a suivi une formation de diplomate dispensé par le ministère néerlandais des Affaires étrangères.

### Carrière diplomatique
Il entre dans la fonction publique, comme fonctionnaire du ministère des Affaires étrangères, en 1963, avant d'être nommé, à peine un an plus tard, deuxième secrétaire d'ambassade au sein de la représentation permanente des Pays-Bas auprès des Communautés européennes. En 1970, il devient premier conseiller d'ambassade à Buenos Aires, puis à Berlin-Est, avec rang de chef de section consulaire, en 1973. Au bout de trois ans, il est réaffecté à l'administration centrale du ministère, où il reste jusqu'en 1982, lorsqu'il est désigné adjoint au représentant permanent des Pays-Bas auprès du conseil de l'Atlantique nord, à Bruxelles.
Ambassadeur à Ankara de 1986 à 1989, il est ensuite choisi comme secrétaire général du ministère des Affaires étrangères pour trois ans. En 1992, il est en effet nommé représentant permanent, avec rang d'ambassadeur extraordinaire et plénipotentiaire, des Pays-Bas auprès des Communautés européennes, un poste qu'il occupe jusqu'en 2003.

### Dans les entreprises
Il rejoint le secteur privé au début de l'année 2003, au sein de la firme de consultants Praaning & Meines, située à Bruxelles. Il démissionne un peu moins d'un an après y être entré, afin de se lancer en politique.
Il a été élu président de l'Institut pour une démocratie multipartite des Pays-Bas (NIMD) en mars 2007, et du conseil d'administration de Radio Nederland Wereldomroep en juin 2008.

### Famille
Il est le fils de Theo Bot, ministre de l'Éducation, puis de l'Aide au développement, entre 1963 et 1967. Il est veuf, et père de trois enfants.

## Vie politique

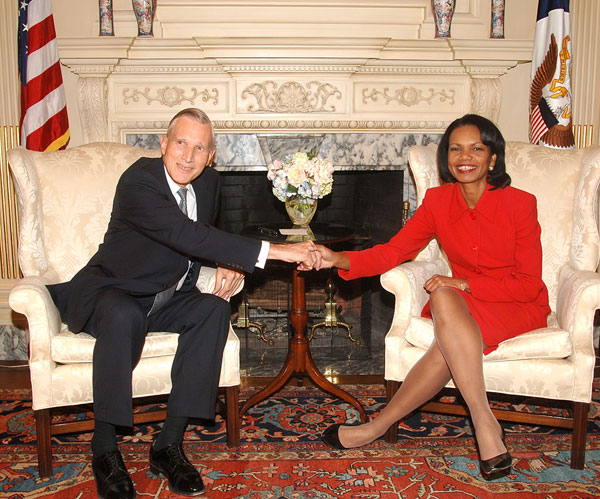
Ben Bot et la secrétaire d'État américaine, Condoleezza Rice, à Washington D.C., en octobre 2006.

Le 3 décembre 2003, Bot est nommé ministre des Affaires étrangères dans le gouvernement de coalition de Jan Peter Balkenende en remplacement de Jaap de Hoop Scheffer, appelé à devenir secrétaire général de l'OTAN. Le choix du Premier ministre s'est porté sur lui dans la mesure où les Pays-Bas devaient assumer, lors du second semestre de 2004, la présidence du Conseil de l'Union européenne, sa formation et son expérience lui permettant de prendre la préparation en cours de route.
Au cours de ses six mois de présidence tournante, il a consacré ses efforts sur l'eventuelle adhésion de la Turquie, et apporté son soutien au traité établissant une Constitution pour l'Europe, dont il fait partie des signataires. Il n'est toutefois pas parvenu à dégager un compromis sur le budget européen à la suite de l'élargissement à dix nouveaux pays.
Chargé de l'intérim de son ministère à compter de la célébration des élections législatives anticipées du 22 novembre 2006, il quitte le gouvernement le 22 février 2007 au profit de Maxime Verhagen, président du groupe de l'Appel démocrate-chrétien (CDA), dont il fait partie, à la seconde Chambre.